# 不懂愛的千金與野獸
不懂愛的千金與野獸（韓語： 야수의 성）是一部由dickitalis（韓語：디키탈리스）著作的韓國奇幻戀愛網路小說。網路小說版已完結，實體書冊與電子書冊於2020年發行，全書共分為3卷，故事篇章共計99話，分別為93話正篇故事和6話支線篇。由於內容多度涉及性描寫，原作小說版在韓國被歸類為19禁。故事背景為類似中世紀歐洲的虛構幻想世界，講述環繞著沒落貴族利茲伯恩家的後裔兄妹海西與蕾伊，還有被詛咒的莊園主人克勞德·凱西利亞及其他角色的經歷。
根據小說改編的同名網路漫畫由原作dickitails（韓語：디키탈리스）與作家bandi所作，Pangeon作繪，2023年7月開始陸續發行於漫畫平台Comico及其後續服務平台Pocket Comics、韓國電子書平台RIDIBOOKS，翻譯成英語、日語、中文、法語等國家語言，內容則區分成青少年編輯版和18禁無修版。漫畫第一季在2024年2月25日完結，共45話。漫畫第二季在2024年5月從第46話開始連載，至2025年3月連載至87話完結。

## 作品發展歷史與設計
本作為韓國網路小說作家dikitalis（디키탈리스）發表的19禁網路小說作品之一，同時是dikitalis最早發表兼在韓國電子網路書店平台「RIDIBOOKS」發行的處女作。該作品使用第三人稱的上帝視角來進行描寫，故事背景設定於仿現實中世紀歐洲文化、但存在著魔法的虛構世界，主題元素涵蓋愛情、奇幻、情慾，同時探討理智與感性、歧視等議題。本作的網路小說完結後，於2020年出版實體書與電子書，小說封面圖像由Woomoon（韓語：우문）繪製。此後dikitalis陸續發表並出版數部被「RIDIBOOKS」分級為19禁的小說，這其中包含後來被改編成網路漫畫的《（韓語：속된 자의 기도문）》。
本作被改編為網路漫畫，在韓國於2023年發表在「RIDIBOOKS」上，這是dikitalis繼《（韓語：속된 자의 기도문）》後，第二部被改編為網路漫畫的作品，改編網路漫畫由bandi擔綱作家，Pangeon（韓語：판건）操刀漫畫圖像作畫，以彩色條漫格式創作，被翻譯成英語、日語、中文、法語等語言版本，分別於日語版Comico和其他語言版本的Comico後續服務平台「Pocket Comic」連載。擔任網路漫畫圖像繪者的Pangeon於2023年8月在個人Twitter稱道，由於本作男主角克勞德大部分的時間待在宅邸居多，所以設計克勞德的服裝穿搭時，主要著重在舒適的穿著，也因為劇中時常出現克勞德裸身的橋段，在繪畫角色身材時特別加重描繪克勞德的胸膛。Pangeon補充說明自己在作畫過程中，也會參考其他作品構思角色的服裝，例如女主角蕾伊在漫畫第24話穿著的長袖裙裝，借鑒自韓國網路漫畫《（韓語：폭군을 길들이고 도망쳐버렸다）》（中譯《馴服暴君後逃跑》）第90話女主角的衣裝。網路漫畫版的性愛橋段畫面呈現與處理，依據發行平台和語言版本而定，在英語版Pocket Comic的18禁無修版，角色裸露狀態的性器官以塗白呈現；青少年修編版則採用修飾與裁減畫面迴避呈現重要部位。日語版Comico和繁體中文版Pocket Comic連載版則分為正版的APP版和僅限網頁可閱讀的網頁版兩種模式。原作小說與改編網路漫畫在部分包含過去事件和回憶片段在內的事件敘事順序，也略有差異。

## 故事概要

### 世界觀設定
作品的故事舞台設定於擁有不同國家的虛構世界，社會存在包含貴族、莊園主等在內的社會階級，以馬車和船舶作為陸行和水上交通工具。本作主角群的所處國家，在故事開始時受鄰近國家引起戰爭的經濟蕭條影響造成民生匱乏。作品裡出現用途型態各異的魔法，其中包含對指定目標造成不利的「詛咒」。故事環繞著遭受詛咒的兩個家族：利茲伯恩家族與凱西利亞家族相關成員的糾葛和經歷。

### 情節大綱
初期（對應章篇：小說版第1話-第26話；漫畫版第1話-第17話）
海西和蕾伊是出身貴族利茲伯恩家的兄妹，但是家族受戰亂引發的不景氣影響，導致債台高築、飽受親族奚落，隨著父親過世和體況衰弱的母親被安排接受療養、海西被詐騙錢財，利茲伯恩家變得分崩離析，最終被剝奪貴族身份而沒落，兄妹倆也被親戚驅逐，失去容身之處。陷入困境的兄妹倆在某個雨天攜帶記載已故外祖父埃利奧特·韋斯特名字的介紹書信和行李，抵達位於森林深處的莊園，獲得莊園的領主克勞德．凱西利亞同意借住此處，但是克勞德和莊園傭人們的言行舉止，讓海西與蕾伊感到事有蹊蹺。克勞德開始積極接近蕾伊，不但和她分享書籍，教導她讀書認字，甚至還對她作出調情之舉，雙方互動愈加親密。另一方面，海西向克勞德提出商業投資方案而獲得投資金，但是其待人高傲無理的態度引起克勞德等人的不滿，結果海西的生意以賠本作收，他還意外發現宅邸裡的人們並非尋常人類與克勞德覬覦蕾伊的真相。在莊園全員禁止踏出房門的習俗日當晚，海西警告和試圖帶蕾伊逃跑未果，獨自拋下她逃走，情不自禁的克勞德則在當晚和蕾伊首度發生了性關係。此後克勞德與蕾伊的關係持續增溫，成為戀人關係和頻繁纏綿，而逃跑失敗被囚禁的海西則被詛咒強制易容，被莊園的女傭瑪莉和管家菲利普更名為「約翰」兼強迫在莊園擔任幫傭，伺機尋找逃出莊園的機會。
中期（對應章篇：小說版第26話-第75話；漫畫版第11話-第12話、第17話-第69話）
克勞德被蕾伊問及過往經歷和與埃利奧特的關係，但藉著和她交歡迴避透露詳情，長期無法離開莊園的克勞德用魔力創造出外界環境人事物的幻象，帶著蕾伊在幻境中購物散心和雲雨纏綿，但雙方實質仍在莊園裡活動。劇中穿插回憶片段揭露克勞德是一名在故事開始的數百年前殺害導師、獲得永生但飽受詛咒所苦而致力尋求解方的最後魔法師，他在過去曾經以幫助埃利奧特的妻子順利分娩為條件，締結契約要求埃利奧特未來將成長的女兒交給他，但是遺忘此事的埃利奧特未能履約，導致埃利奧特連同利茲伯恩家遭受詛咒影響家道中落，蕾伊的到來被克勞德視為彌補埃利奧特的失約，讓他再度投入解除詛咒的研究。全員禁止踏出房門的習俗日再臨，克勞德為避免自己再度受詛咒影響心智而衝動和蕾伊發生性行為，再度提醒蕾伊在這段期間絕不可打開房門讓他進入房間，還特地用魔力在莊園設下防護措施，但最終事與願違，克勞德仍在受詛咒影響的衝動狀態使用魔力變出濱海幻境、半強制和蕾伊進行床事，加著蕾伊對克勞德特意隱瞞自身的秘密提出質疑，加深雙方的隔閡。海西為了克勞德和蕾伊的事情與策劃逃離莊園，和瑪莉發生爭執，被菲利普出面阻止，選擇低調行動。
一段時日後，蕾伊被克勞德勸誘飲用混入後者血液的藥劑，身體出現異變跡象。因為摘採藥草不慎腳踝受傷的醫生托馬斯經由菲利普允許暫住莊園休養，與化名「約翰」的海西翻牆離開。蕾伊與克勞德經過數次結合後懷上孩子，但是克勞德出於執著作出的連串極端行動令她深陷不安，莊園傭人們也選擇告知莊園遭受詛咒的實情，這讓她決定付諸行動逃離克勞德的莊園，產下和養育兩者的雙胞胎孩子。克勞德為蕾伊逃離他的身邊傷神與懊悔不已，決意為自己的心態與作為贖罪，經歷數度嘗試自殺和魔力失控影響心神的折磨，鑽研破解詛咒的關鍵。
後期與結局（對應章篇：小說版第75話-第99話；漫畫版第70話-第87話）
克勞德挺過身心方面的折磨，如願以償解除了詛咒。在克勞德和蕾伊分開生活的六年後，雙方正式重逢，經歷種種風波和解復合。最終克勞德與蕾伊和他們年滿6歲的雙胞胎孩子帕梅拉和菲利斯過著幸福的生活。

## 登場人物
※故事和人物情節以原作小說版為主，漫畫版與小說版差異處另註明。中文人名翻譯為常用翻譯 / Pocket Comics繁體中文版翻譯。

### 主要角色

《不懂愛的千金與野獸》網路漫畫韓語版本的封面，由網路漫畫版繪者Pangeon（판건）作繪，圖中角色分別為女主角蕾伊與男主角克勞德。

蕾伊·利茲伯恩 / 蕾伊·里斯本
本作女主角，蕾伊是沒落貴族利茲伯恩家的長女，海西的妹妹。她的外型在小說版和漫畫版被描繪為金色長髮與藍色雙瞳，擁有白皙肌膚的年輕女子，個性天真善良且俱備好奇心，待人溫和友好，對愛情所知甚少。喜歡溫暖的天氣、甜食和藍玫瑰。蕾伊自幼被父母情感忽視，飽受兄長海西嘲諷和欺負，被家人視為見不得人的存在而過著壓抑的生活。過去在家族聘請家庭教師的時候，因為海西數度騷擾女家庭教師，造成女家庭教師接連離職和拒絕應聘，以至於蕾伊未能妥善接受教育，在家族沒落時仍是不識文字的文盲而耿耿於懷，為此對學歷優於她的海西抱持羨慕但保持距離的厭惡態度。故事開始時兄妹倆因為父親欠債逝世、母親被安排接受療養、海西遭人詐騙，造成家庭破產和失去容身處，被親戚家族逐出門外，轉而拿著記載已故外祖父埃利奧特·韋斯特名字的介紹信，拜訪和請求克勞德暫時讓他們借住莊園裡。
蕾伊剛入住莊園時期便被黛拉警告提防莊園裡的人事物，在克勞德出借推薦書籍時被海西當面譏諷文盲而陷入難堪，短期迴避克勞德後向對方表達渴望學習識字的意願，經由他的指導學會讀書寫字，開始喜歡閱讀和掌握基礎知識，與後者漸生情感。在莊園首度經歷全員禁足的習俗日當夜拒絕跟隨海西離開，和克勞德發生性關係破身，獲得克勞德贈與親製的紫水晶腳鏈為定情信物確定戀人關係。由於其親切和平的待人處事態度與克勞德的關切，莊園裡的傭人們多對她以禮相待，無意中補償了她在原生家庭未獲得關懷的缺憾，但隨著劇情推進逐漸發現莊園裡的違和之處，再度經歷習俗日時被克勞德帶入幻境半強制進行性事，對後者陷入衝動狀態期間和迴避透露自身訊息的表現心生恐懼與隔閡，認清克勞德和莊園傭人們刻意向她隱瞞真相的實情，對待莊園全員的立場從友善相待轉變為戒慎維持距離。
被克勞德餵食參有血液的藥劑後變得嗜血，連身體也逐漸異變成非人體質，她在小說中後期和克勞德交合後懷孕，但因為克勞德對她做出包含軟禁與試圖墮胎在內的連串極端行動而惶恐不安，加上正式理解莊園全員遭受克勞德詛咒的實情，選擇逃離莊園產下和養育兩者的雙胞胎孩子帕梅拉和菲利斯，過著安穩的生活。相隔六年後正式和克勞德重逢，兩者經過一番交流重歸於好，偕同他們6歲的雙胞胎孩子帕梅拉和菲利斯生活。
克勞德·凱西利亞 / 克勞坦·卡西利爾（韓語：클로단 캐실리어）
本作男主角，克勞德是森林深處莊園裡的主人暨當地領主，凱西利亞家族的正統繼承者，同時是該作世間僅存的魔法師。他的外型在小說版和漫畫版被描繪為墨黑色的短髮與如同野獸般銳利的琥珀金色雙瞳，身材高大的成年男子，實際年齡已有數百年之久。個性冷靜腹黑，流露著神祕與難以捉摸的氣質，對於叛徒與敵人冷酷無情，擁有強烈的佔有慾與執著心。他喜歡陰涼的天氣、調戲蕾伊和閱讀書籍，平常有抽雪茄的習慣，與蕾伊首度發生性關係後便經常展現強慾的一面。
克勞德的名字繼承自已故的曾祖父，祖父與祖母死於傳染病，父親愛德蒙與母親在克勞德4歲時遭歹徒殺害（漫畫版第17話回憶片段則是死於馬車事故），繼承家庭的資產與權位，獲得統治領地的權力，由傭人們與身為魔法師的導師照顧成長，見證虛偽的人際互動對生活感到厭煩。他在見識導師試圖轉變自己時仍保持原則，成為繼承者學習魔法和追求永生，但由於克勞德為了獲得永生殺害導師，被對方施加詛咒，雖如願獲得永生但變成無法離開莊園和俱備獸性本能，致力尋求解除詛咒的方式，在莊園擴散詛咒殺害眾多人士。由於詛咒的影響出現性慾亢進傾向和生理負擔，嚴重時會咳血和失去理智（滿月時期與詛咒力量加劇時尤甚），每逢指定日期時連同傭人們必須緊閉房門不出，需要特製藥劑抑制詛咒造成的身心衝動。能運用魔力懲戒違反己意和犯錯的當事者、驅動物件、創造幻象和設置防護魔法，但是長時間消耗魔力將會造成身體負擔。其血液俱備轉化飲用者的特殊能力。
克勞德習慣和有求於他的當事者締訂契約，向對方索取提供協助的代價，但若是當事者未履行契約則會施加詛咒的懲罰，是造成埃利奧特和利茲伯恩家族衰敗的幕後黑手。在曾經與他締結契約的埃利奧特過身後，他收容失去住所的海西與蕾伊住在莊園裡，表面同意投資海西的生意，其實鄙視著海西並藉此設局讓蕾伊留在莊園，被海西察覺其真實意圖導致商業合作關係破裂。
克勞德將蕾伊入住莊園視為實踐埃利奧特生前未兌現的契約，對蕾伊抱持好奇心，教導她讀書認字與分享自己的書籍，隨著劇情進展和她漸生情感、發生性關係，試圖讓對方跟著自己墮落，但同時受她的影響開始審視自己過往的選擇和價值觀。克勞德在小說中後期因為做出包含囚禁蕾伊在內的連串極端行動，造成蕾伊誤會他的用意而逃離，才意識到自己鑄成大錯，懊悔之餘決定為自己的態度與作為贖罪，經歷數度尋短未遂與魔力失控的危機，解除導師施加的詛咒，雙方分離相隔六年後正式和蕾伊重逢，兩者重歸於好，偕同他們6歲的雙胞胎孩子帕梅拉和菲利斯生活。

### 利茲伯恩家族相關
海西與蕾伊所屬的貴族家族，因為埃利奧特·韋斯特曾經和克勞德締結契約，但未依照契約內容交付代價，致使埃利奧特與利茲伯恩家族承受家道衰敗的詛咒，故事開始時已沒落。家族代表徽章為藍色的雲雀。家族姓氏在Pocket Comics繁體中文版連載漫畫翻譯為「里斯本」。
埃利奧特·韋斯特 / 埃利奧·韋斯特
本作關鍵角色之一，海西與蕾伊的外祖父，故人。埃利奧特被描述為貴族家庭出身，個性溫和顧家的男子。年輕時期（漫畫版為故事開始的50年前）曾為了讓當時病弱且懷有身孕的妻子（海西與蕾伊的外祖母）平安產下女兒（海西與蕾伊的母親），向克勞德尋求協助和締定契約，但作為代價必須在女兒成長至一定年齡時，將女兒交給克勞德。此後埃利奧特成為第一個踏進克勞德領地仍能活著離開的特例，失去相關記憶，如願讓妻子順產和見證女兒成長，但由於他忘記當年的契約內容，未依照約定交出女兒，造成妻子意外過世，女兒則嫁給利茲伯恩家，連埃利奧特的生意與利茲伯恩家族也每況愈下（漫畫版則是妻子活至老年，埃利奧特過著富裕幸福的生活直至承受契約代價為止），與克勞德締結「將女兒交給克勞德」的契約則成為家族詛咒血脈相傳，延續至蕾伊身上。埃利奧特過世一年後，海西與蕾伊拿著記有埃利奧特名字的介紹信給克勞德，成為故事的開端。
韋斯特夫人
海西與蕾伊的外祖母，埃利奧特的妻子。年輕時懷上埃利奧特的女兒，但因為體弱染病有危及生命之虞，以至於埃利奧特為此和克勞德締結契約，換取她平安產下女兒。在小說版中後來死於馬車事故，漫畫版則是活至老年。
利茲伯恩/里斯本 先生
海西與蕾伊的父親，埃利奧特的女婿，利茲伯恩家族的家主。蕾伊對他的評價為「熱愛生意的男人」。家境富裕，但在結婚後家境衰敗。與妻子偏愛身為長子的海西，但漠視蕾伊和未讓她接受學校教育，間接造成海西惡意欺壓蕾伊。在蕾伊的回憶中，是鮮少發脾氣，也會適時提點海西注意言行態度的男人。故事開始時因為戰爭引發不景氣的影響，背負鉅額債務而逝世。
利茲伯恩/里斯本 夫人
海西與蕾伊的母親，埃利奧特的女兒，利茲伯恩家族的家主夫人。蕾伊對她的評價為「熱愛財富榮華」。婚前舊姓「韋斯特」，原先被克勞德選為幫助埃利奧特的妻子順產獲得的交換物，但因為埃利奧特遺忘當年締結「將成年的女兒交給克勞德」的契約，成年後與利茲伯恩家結婚，誕下海西與蕾伊。與丈夫偏愛身為長子的海西，但漠視蕾伊和未讓她接受學校教育，間接造成海西惡意欺壓蕾伊。多度為家裡負債一事向娘家訴苦，結果連同家人被親戚冷眼相待，由於欠債積勞和遭受丈夫逝世的打擊，被安置在療養院接受療養（漫畫版為前往鄉間休養）。
海西·利茲伯恩 / 海伊希·里斯本（Hayes Lisbon）， / 約翰（John）
蕾伊的兄長，利茲伯恩家族的長子，名校畢業生。海西在小說中被描述為擅於交際和自我中心，習慣發言貶低其他事物，但欠缺商業才幹與反省態度的年輕男子。他在兒時作為家族長子備受關注，養成恃寵而驕的性格，經常仗勢欺負妹妹蕾伊和騷擾家裡聘請的女家庭教師，造成她失學。由於遭人詐騙損失財富，成為家族沒落的原因之一，此後以蕾伊的監護人身分自居，對於自己因為家道中落與經濟匱乏遭旁人冷眼相待的處境忿恨不平。對待蕾伊的態度惡劣，但也有冀盼還清債務讓家人過上好生活、想要補償蕾伊和關切她人身安危的一面。在發現克勞德居心叵測後，強烈反對蕾伊與克勞德的戀情。
故事前期的海西被描繪成性情傲慢急躁無理，一心想要憑藉生意致富，經常將負面事件的責任推諉給他人。他偕同蕾伊請求借住在克勞德的莊園，為了爭取致富的機會向克勞德商談生意取得投資金，讓蕾伊不敢認同。因為自身言行態度被克勞德等人鄙視排擠，加著損失資金的同時發現克勞德等人詭譎的行動與異象，警覺克勞德覬覦妹妹兼玩弄自己，令雙方合作關係正式破局，試圖要求蕾伊跟他逃離莊園未果，拋下蕾伊逃跑但以失敗告終。遭受詛咒後容貌變得判若兩人，連同言語和行動也被限制，被瑪莉和菲利普強制更名為「約翰」擔任莊園的男傭，學會隱忍行事，伺機尋找克勞德的弱點和計劃逃出莊園，發現蕾伊學會閱讀識字後，暗中以附加家族徽章的字條警告蕾伊逃離莊園。
以托馬斯醫生暫時借宿莊園養傷為機緣接近對方，暗中提供他有關莊園的隱情，跟隨托馬斯醫生離開莊園並獲得對方救治化解了詛咒，升格為帕梅拉和菲利斯的舅父。
蕾伊·利茲伯恩 / 蕾伊·里斯本
見#主要角色
法蘭克（Frank）
小說版提及，海西與蕾伊的同輩表親，被海西評價為冷酷且精於算計之人。海西在發現克勞德等人的異象後，有意將蕾伊安排送往法蘭克的身邊，讓法蘭克為蕾伊選擇結婚對象。
莉莉
海西與蕾伊的同輩表親，名字在漫畫版提及。曾在蕾伊的童年時期擅自取走她珍惜的娃娃，蕾伊向母親傾訴此事，結果反被母親以「淑女該懂得適可而止」為由要求忍讓。

### 凱西利亞家族相關
克勞德的家族。故事開始的數百多年前，由於克勞德殺害當時傳授他魔法的巫師遭受詛咒、將詛咒擴散至整個莊園的影響，造成莊園裡的多數人員遇害。倖存的受詛咒者們獲得遠超過一般人的壽命，會浮現獸類的相關特徵（包括但不限於生理、心理，平常可維持普通人型態）和感受到幻覺，但也有像克勞德受詛咒後沒有獲得變身獸化型態能力、主要影響精神與生理反應並獲得長生不老的特例。傭人們雖服侍克勞德但忌憚於他的本性，除了黛拉以外的人員不得踏出莊園，經常需要面對克勞德運用魔力震懾威脅甚至懲罰的狀況，所有人員必須在莊園的習俗日遵守命令不得擅自離開房間以確保安全。任何來意不善者和虧欠克勞德的外來者也會遭受詛咒。家族姓氏在Pocket Comics繁體中文版連載漫畫翻譯為「卡西利爾」。
「克勞德·凱西利亞 / 克勞坦·卡西利爾」（英語：Clodan Cassell）
克勞德的曾祖父，故人。愛德蒙取用其名為克勞德命名。
克勞德的祖父母
凱西利亞家前前任家主夫婦，故人。克勞德的祖父自年輕時期便擔任莊園領主，透過家族安排婚姻與克勞德的祖母結婚，生下克勞德的父親愛德蒙，當克勞德的祖父渴求第二個孩子時，克勞德的祖母因為體弱多病導致難以生育，造成夫妻關係冷淡，將期望落於愛德蒙為其安排婚姻，但是愛德蒙違背家族期盼選擇與貧困藝術家的女兒（克勞德的母親）結為連理，夫妻倆雖然因為愛德蒙的堅持無奈同意此婚事，但對愛德蒙的選擇感到失望之餘還讓親子關係疏遠，父子倆的關係直至克勞德出生始有所緩和，最終克勞德的祖父母在村莊爆發嚴重傳染病時死於疫情。
愛德蒙·凱西利亞 / 愛德蒙·卡西利爾（英語：Edmund Cassell）
凱西利亞家前任家主，克勞德的父親，故人。年輕時期相貌和克勞德相似，差別在於藍紫色的雙瞳。自幼備受父母（克勞德的祖父母）關愛重視，青年時期在城市的學校以優等成績完成學業，經由父母安排與一名女子訂有婚約，但後來愛上貧困藝術家的女兒（克勞德的母親），不顧父母反對堅持毀棄原婚約，與克勞德的母親結婚，以過身的祖父（克勞德的曾祖父）之名為克勞德命名，與父母關係有所緩和。最終與妻子在克勞德4歲時被歹徒殺害（漫畫版則是因為馬車事故喪生），遺留的資產與領主權位則傳承給克勞德。
克勞德的母親
本名不詳，克勞德的母親，故人。克勞德的琥珀色雙瞳正是遺傳於她。父親（克勞德的外祖父）是貧困的藝術家。她在邂逅愛德蒙後陷入愛河，但由於雙方懸殊的背景和當時愛德蒙訂有婚約而被克勞德的祖父反對，經由愛德蒙爭取才正式結婚，生下克勞德。最終與愛德蒙在克勞德4歲時被歹徒殺害（漫畫版則是因為馬車事故喪生）。
克勞德·凱西利亞 / 克勞坦·卡西利爾
見#主要角色
帕梅拉&菲利斯（Pamela & Felice）
故事偏後期登場，克勞德和蕾伊的龍鳳胎孩子，遺傳克勞德的黑髮和蕾伊的藍色雙眼，在蕾伊透過瑪莉、園丁、黛拉幫助逃離莊園生活的期間誕生，受蕾伊等人和當地居民的照顧成長。在克勞德和蕾伊相隔6年後重逢復合時已滿6歲。其中帕梅拉遺傳源自克勞德的魔力天賦，但也因此一度受魔力湖泊的影響有生命危險。
瑪莉 / 梅莉
瑪莉是服侍克勞德與蕾伊的資深女傭，主要負責莊園裡的家務與膳食，還有服侍沐浴和治裝的事宜。她的外型被描寫為中年女性，個性謹慎但也有狡猾的一面，會出面規勸克勞德與其他傭人的行動，有時候會因為指正克勞德而遭受懲罰。年輕時期的瑪莉和丈夫育有兩個兒子，為求救治重病的孩子們，與克勞德締結契約在未來將其中一名兒子送進莊園協助管理花園，但由於違背契約未交出兒子遭受詛咒，獲得變成半人半蛇獸化型態的能力，被迫和家人分離並留守在莊園裡擔任幫傭，經由菲利普照護適應莊園生活，對外界的認知停留在埃利奧特所屬時代的事物。私底對克勞德作為諸多事件的始作俑者頗有不滿，討厭莊園的事物，一心期望讓莊園裡的眾人解除詛咒。
瑪莉是最先發現克勞德和蕾伊發展親密關係的莊園傭人，與其他莊園傭人鄙視海西。曾經在克勞德與蕾伊首次發生性關係後，指出克勞德的粗魯行為對蕾伊造成過大負擔，提出讓蕾伊獨處數月與質疑她應對未來事件能耐的觀點，結果被克勞德加以懲戒。她隨著劇情進展經常成為蕾伊的諮詢對象，將蕾伊視為應對和解決克勞德相關問題的關鍵，積極居中調節蕾伊和克勞德的互動，但對於克勞德有時候毫不避諱在莊園裡的公開地點和蕾伊發生性行為的舉動傷透腦筋，同時提防蕾伊知曉真相逃離莊園的機會，被克勞德指出她實質將蕾伊當成獻祭羔羊。故事中後期在克勞德與蕾伊關係陷入瓶頸、海西（約翰）表明有意對外求助爭取機會逃離莊園後，譏諷海西（約翰）曾拋下蕾伊逃跑與造成蕾伊被迫忍受他的行為，暗中設局讓克勞德將參有催情藥劑的茶端給蕾伊飲用，導致蕾伊受藥效影響和克勞德交合。
在發現蕾伊因為飲用克勞德的血造成身體異變的事件中，選擇向蕾伊坦言莊園人們遭受詛咒、海西跟著托馬斯離開莊園的真相。以獲知克勞德試圖讓懷有身孕的蕾伊墮胎為契機，偕同黛拉、菲利普、園丁幫助蕾伊逃離莊園。在帕梅拉和菲利斯誕生後協助蕾伊照顧孩子。
菲利普 / 菲力普
菲利普是服侍克勞德的管家，擔任莊園裡的家務總管，督導與管理莊園傭人們。他的外型被描寫為年老男性，對克勞德極度忠誠且工作能力出色，是莊園眾傭人裡最資深且和克勞德關係最親近者。過去自克勞德的祖父母還在世時便服侍著凱西利亞家族，見證家族的興衰，當青年時期的克勞德受導師詛咒而在莊園散布詛咒時，菲利普遭受詛咒曾試圖逃走，但最終仍和其他傭人繼續服侍克勞德，由於詛咒的影響，獲得變成半人半蛇獸化型態的能力。在莊園傭人中與瑪莉互動關係較為親近。平常個性沉穩，言談舉止恭敬得體，但對任何向克勞德抱持敵意的對象絕不寬貸。
菲利普負責接待造訪和留宿莊園的海西與蕾伊，對待蕾伊客氣有禮，但面對海西則會表現出冷漠鄙視的態度，同時是第二個發現克勞德和蕾伊發展親密關係的莊園傭人。由於不願為外出晚歸的海西準備晚餐遭對方發難侮辱，露出變身型態恫嚇海西，成為海西警覺莊園的危險性和首次嘗試逃離當地的起因之一。偕同瑪莉警告逃跑失敗和被施加詛咒的海西不得造次，將外型被詛咒轉化的海西以新進傭人「約翰」的名義引薦給克勞德與蕾伊，指派海西（約翰）負責莊園裡的雜務。隨劇情發展意識蕾伊對克勞德的影響力。
故事中期曾接受克勞德的指示，將試圖防範自己對蕾伊出手的克勞德用鎖鏈囚禁。獲知克勞德試圖讓懷有身孕的蕾伊墮胎、黛拉為首的莊園人員準備幫助蕾伊逃離莊園時甚感震驚，仍在被黛拉勸服的狀況參與行動。
傑克
服侍克勞德的男傭，主要負責管理馬廄。為莊園傭人裡較晚發現克勞德和蕾伊發展親密關係者。與其他莊園傭人鄙視海西。在海西（約翰）嘲諷假造藍玫瑰兼和園丁大打出手時，出面制止雙方的肢體衝突。後來試圖對蕾伊不利，被瑪莉用花瓶砸暈才讓蕾伊脫險。
園丁
服侍克勞德的園丁，主要負責管理花園，居住在莊園的別館。為莊園傭人裡較晚發現克勞德和蕾伊發展親密關係者。個性內向不擅言詞，但嚮往人情和理解花語，故事開始時已有50年沒有開口說話。與其他莊園傭人鄙視海西，由於蕾伊願意對他釋出善意，對蕾伊抱有好感。因為聽見蕾伊提及想見到藍玫瑰的談話，出於憐憫蕾伊，向克勞德提出在花園種植藍玫瑰的請求，獲得克勞德給予栽培該花朵的技能（漫畫版則是給予讓花朵變色的藥劑），使得菲利普出面提醒他當心克勞德的戒備。雖獲得蕾伊的感謝，但由於蕾伊賞花時不慎在草地滑倒而被瑪莉出言警告，亦在海西（約翰）當著蕾伊的面前嘲諷假造藍玫瑰時與他大打出手，連同海西（約翰）被菲利普申誡。
在蕾伊為了克勞德的事情陷入焦慮不安時，為了讓蕾伊心情好轉給她花語「快樂」的花卉，結果被目睹此事的克勞德認為其和蕾伊相好，命令將園丁逐出莊園，瑪莉私底下成功勸服菲利普將園丁留在莊園服務，同時對園丁提出往後不得任意親近蕾伊的申誡。園丁後來在瑪莉為遭傑克襲擊的蕾伊解危、察覺蕾伊出現身體變化的事件中，正式向蕾伊坦承約翰正是海西的真相。以獲知克勞德試圖讓懷有身孕的蕾伊墮胎為契機，偕同黛拉、菲利普、瑪莉幫助蕾伊逃離莊園。
黛拉
黛拉是克勞德的保姆。她的外型在小說中被描述為年約八十幾歲的老婦人，深諳克勞德的本性，對克勞德與其他傭人們抱持戒心，多度勸諫克勞德停止散佈詛咒未果。過去她在克勞德的父母遇害後，協助照顧且袒護克勞德的做為，由於克勞德在莊園裡散佈詛咒的時候適逢黛拉外出城鎮，為此免於遭受克勞德詛咒，成為倖存者裡唯一能自由出入莊園和蒐集外界情報的對象，但也受克勞德的影響變成待在莊園才能維持不死之身的體質，見識時任傭人們陸續受克勞德散佈的詛咒死亡的經歷。初登場於海西和蕾伊入住莊園初期，為免於蕾伊變成和自己相同的情況，警告蕾伊已經被莊園裡包含克勞德在內的人們盯上，要求她留意克勞德的危險性，絕對不要接受恩惠與奉獻出身心。當黛拉察覺蕾伊忽視警告留在莊園期間，直問蕾伊面對克勞德的真相的決意，向克勞德提出讓蕾伊離開莊園的諫言，被克勞德命令菲利普將她逐出莊園，導致身體受詛咒影響浮現爬蟲類的特徵。
黛拉以獲知克勞德試圖讓懷有身孕的蕾伊墮胎為契機，決意主導幫助蕾伊逃出莊園的行動，命令菲利普負責留在莊園觀察克勞德的動靜，陪同蕾伊居住在東南方的村莊生活和教導她外界的生活經驗，透過當地居民幫助讓她們獲得食宿，過著安穩的生活。她在帕梅拉和菲利斯誕生後，協助蕾伊照顧孩子長達六年的期間，最終在瑪莉等人解除詛咒的當天，倒地死在蕾伊母子住宿的房屋裡，靈魂期許蕾伊母子能過著幸福的生活，隨克勞德父母的靈魂離開人世，由蕾伊和其他村民協助舉辦葬禮。

### 其他角色
最後的魔法師
本作關鍵角色之一，克勞德的教父，故人。曾經是世間倖存的最後魔法師，故事開始的數百多年前，自願擔任失去雙親的克勞德的教父負責照顧與指導他，是啟蒙克勞德學習魔法的導師，但同時忌憚著他的本性。生前尋求讓自己獲得永生的方式，繼而影響克勞德研究永生領域，曾宣稱克勞德將會因為自己的性情走上毀滅之路。後來被追求永生的克勞德發現其魔力來源有限的特性，招來殺身之禍，死前對克勞德施加「獲得永生，但會變成備受鄙夷的野獸，無法逃離這個地方」的詛咒，造成克勞德和傭人們無法自由離開莊園和浮現獸類特徵。故事中後期以幻影型態現身和克勞德交流。
托馬斯（Thomas）
故事偏中期登場，特別精於研究罕見疾病，在村鎮經營診所的的男性內科醫生，個性溫和客氣，擅於料理，但不失戒備心。由於經濟窘迫，偶然從村庄居民探聽到受詛咒的森林莊園的消息，在鄰近森林地區採集藥草期間不慎迷路和扭傷腳踝，為了求助意外發現克勞德的莊園，經由菲利浦允許暫時留宿在莊園裡療養。為了探索莊園的秘密，向化名「約翰」的海西提出盡其所能治療他的條件，委託海西提供情報，偕同海西趁機翻牆離開莊園並兌現承諾治療對方。在蕾伊經由莊園傭人協助逃出莊園後，協助懷孕期間的蕾伊進行產檢診療，關切母子日後的生活。

## 媒體出版和行銷

### 小說
原作小說連載完結後，所有小說話數在韓國電子網路書店平台「RIDIBOOKS」採取單話獨立計費制發行，共計99話。2020年出版的小說電子書版與實體書冊版，將小說內容分成三冊版本的套裝書籍銷售。
| 冊數         | 라렌느（LARENE） | 라렌느（LARENE）   |
| 冊數         | 發售日期         | ISBN               |
| ------------ | ---------------- | ------------------ |
| 實體書全三冊 | 2020年1月29日    | ISBN               |
| 1（電子書）  | 2020年6月8日     | ISBN 9791136223296 |
| 2（電子書）  | 2020年7月8日     | ISBN 9791136223296 |
| 3（電子書）  | 2020年7月8日     | ISBN 9791136223296 |

### 改編網路漫畫
根據小說改編的連載網路漫畫於2023年正式發行，網路漫畫由NHN負責出版，日語版於同年7月1日在日語版Comico開始連載兼發表第1話至第13話，更新日期為每週的星期六，歸類於「星期日連載」類別。英語翻譯版於同年7月2日上架Pocket Comic兼發佈第1話至第15話，區分成青少年編輯版與僅限會員認證登入消費觀看的18禁無修版，網路漫畫連載期間，固定在每週的星期日更新內容。法語版在同年8月12日發行第1話至第15話，每週的星期六更新話數。繁體中文版在同年8月28日公開第1話至第14話，排定每週的星期一更新，歸類在「星期二連載」。
在韓國，網路漫畫在電子網路書店平台「RIDIBOOKS」行銷，消費閱讀制度則分為「作品租借」與「作品收藏」。網路漫畫版的繪者Pangeon（韓語：판건）則因應網路漫畫發行，在個人Twitter發佈贈與漫畫訂閱讀者指定餐飲的促銷活動公告。

## 迴響

### 小說
截至2023年10月，原作小說在韓國電子網路書店平台「RIDIBOOKS」根據1,683名會員評分，獲得4.6/5的平均分數，小說電子書版則根據608名會員評分，平均分數4.1/5。

### 改編網路漫畫
改編網路漫畫於2023年7月在日語版Comico上架後，上架3日累積觀看次數100萬，於2023年7月9日時累積200萬觀看次數。2023年9月23日，網路漫畫版的繪者Pangeon（韓語：판건）在Twitter公佈網路漫畫版在日語版Comico累計1,000萬觀看次數的螢幕截圖消息，截至2023年11月11日，Pocket Comic英語版連載的青少年編輯版與18禁無修版分別累計觀看次數為300萬和30.62萬，法語版累計觀看數230萬，繁體中文版累計觀看數26.91萬。
中文書評網站「蒼野之鷹」將漫畫版評為類似於童話中的《美女與野獸》，評稱作品呈現女主角蕾伊的單純和男主角克勞德的危險吸引遊戲。網路漫畫版的繪者Pangeon（韓語：판건）則在推特Twitter發文稱自己最喜歡的角色是瑪莉。在韓國，改編網路漫畫在網路書店平台「RIDIBOOKS」根據752名會員評分，獲得4.8/5的平均分數。

## 外部連結
- 《야수의 성》小說版作品資訊 RIDIBOOK書城（页面存档备份，存于）
- （日語）《愛を知らない令嬢と野獣》Comico漫畫連載網站 （页面存档备份，存于）
- 《야수의 성》漫畫版作品資訊 RIDIBOOK書城 （页面存档备份，存于）
- （英文）《The Beast Within》英語漫畫版 POCKET COMICS連載網站（青少年編輯版） （页面存档备份，存于）
- （英文）《The Beast Within》英語漫畫版 POCKET COMICS連載網站（18禁無修版，會員登錄限定） （页面存档备份，存于）
- （繁體中文）《不懂愛的千金與野獸》繁體中文漫畫版 POCKET COMICS連載網站 （页面存档备份，存于）
- （法文）《La bête qui sommeille en lui》法語漫畫版 POCKET COMICS連載網站 （页面存档备份，存于）
- 漫畫版繪者Pangeon（판건）的X（前Twitter）